# Гофман, Карл-Хайнц
Карл-Хайнц Гофман, или Карл-Гейнц Хоффман (нем. Karl-Heinz Hoffmann; 27 октября 1937, Нюрнберг) — германский неонацист, боевик, политик, бизнесмен. Основатель Военно-спортивной группы Гофмана. Осуждён за ряд насильственных и иных преступлений. После досрочного освобождения — предприниматель, пропагандист неонацизма.

## Увлечение гитлеризмом
Родился в семье врача, погибшего на Второй мировой войне. Несколько лет жил на востоке Германии, в городе Кала. Учился на дизайнера фарфоровых изделий. Поступил в Мюнхенскую академию художеств. В подростковом возрасте посещал Турцию, Иран, Индию. Организовал спортивно-техническое общество.
В юности увлёкся нацизмом. Первую публичную акцию такого характера совершил в 1968 году, публично появившись в униформе люфтваффе. Контактировал с ультраправой организацией Стальной шлем. Восхищался Адольфом Гитлером и его политикой:

Глупо было бы отрицать блеск Адольфа Гитлера. Безусловно, он сделал много такого, что нам нужно сегодня.

Карл-Хайнц Гофман

Взгляды и культурный тип Гофмана копировали установки НСДАП и особенно нацистских штурмовых отрядов с некоторой поправкой на условия послевоенной ФРГ. В своей программной работе он акцентировал в качестве ключевого эсэсовское понятие Treue (верности) в противопоставлении Verrat (предательству). Видное место в воззрениях Гофмана занимал антиамериканизм, оценка США как второго, после СССР врага Германии, нарушающего её суверенитет. Периодически проскальзывали и симпатии к ультралевым радикалам как к достойным противникам.

## Военно-спортивная группа
В 1973 году Карл-Хайнц Гофман создал правоэкстремистскую военизированную группировку своего имени. Финансирование было получено от издателя-неонациста Герхарда Фрея, который впоследствии брал на себя покрытие судебных издержек Гофмана. Оперативным союзником Гофмана — на общей основе антисемитизма — выступали палестинские террористические организации. Гофман имел точки базирования в лагерях ООП в Ливане.
Группа занималась спортивными тренировками, вела неонацистскую пропаганду, нападала на левых активистов и граждан ФРГ еврейской национальности. Устраивались массовые драки и столкновения с полицией, в которых сам Гофман непременно принимал участие. Активисты, начиная с Гофмана, неоднократно арестовывались и привлекались к административной ответственности.
Пиком экстремистской активности стал 1980 год. 26 сентября 1980 студент Гундольф Кёлер, боевик группы Гофмана, привёл в действие взрывное устройство на профсоюзном фестивале в Мюнхене. Погибли 13 человек, в том числе исполнитель теракта. 19 декабря 1980 был убит Шломо Левин, один из руководителей еврейской общины Нюрнберга. По версии следствия, убийство совершил Уве Берендт, заместитель Гофмана в Военно-спортивной группе при соучастии Гофмана. Однако из-за бегства и самоубийства Берендта при недостатке улик в отношении Гофмана доказать обвинение не удалось. (Ситуация сходна с японским убийством Инэдзиро Асанумы — исполнитель Отоя Ямагути покончил с собой, против лидера группировки Сатоси Акао не хватило доказательств.)
В том же 1980 Гофман и его группа подозревались в причастности к взрыву вокзала в Болонье. Доказать причастность западногерманских неонацистов не удалось (вина итальянских неофашистов также вызывает сомнения), но окончательно сложился имидж Гофмана как лидера ультраправой террористической организации, задействованной в системе Гладио.
К концу 1980 Гофман попытался изменить представление о себе. В интервью Der Spiegel он отмежёвывался от нацизма, опровергал экстремистский характер своих идей и действий и позиционировался как «прагматичный прогрессист». Однако репутация к тому времени успела полностью сложиться.
16 июня 1981 Гофман был арестован в аэропорту Франкфурта. Ему инкриминировались нападения, акты вымогательства, хранение оружия и взрывчатки, незаконное лишение свободы, подделка документов. В 1984 суд Фюрта приговорил Карла-Хайнца Гофмана к 9 годам 6 месяцам тюремного заключения. Отбывал наказание в Байройте. Освобождён досрочно в 1989 году на основании примерного поведения и отказа от социально опасных намерений.

## Бизнес в новой Германии
Гофман вернулся фактически в другую страну. Падение Берлинской стены, а затем и коммунистического режима в ГДР, воссоединение Германии, кардинальные перемены в Европе и во всём мире дезактуализировали олицетворяемый Гофманом вид неонацизма — антикоммунистический и антисоветский. Изменение общеполитической обстановки не способствовало политической активизации Гофмана.
После освобождения из тюрьмы Карл-Хайнц Гофман активно занялся бизнесом. Вместе с женой Франциской он организовал сеть строительных компаний в Нюрнберге и окрестностях. После воссоединения Германии Гофман побывал в городе Кала, расположенном на территории бывшей ГДР, посетил родительский дом. Занялся строительным и реновационным бизнесом в Тюрингии. Стал инвестором, приобрёл недвижимость.
В 2004 году Гофман приобрёл усадьбу в Корен-Залисе и отдал её под правление некоммерческого доверительного фонда. Получил субсидию от саксонских региональных властей на содержание исторического памятника. Занимается также свиноводством.
Гофман владеет антикварными магазинами в Нюрнберге и Мюнхене. Его ресторан превращён в место неонацистских собраний.

## Новый курс в политике
Карл-Хайнц Гофман поддерживает связь с праворадикальными организациями, структурами НДП в разных землях Германии, особенно в Саксонии и Тюрингии (бывшая ГДР). Однако оперативно-криминальные связи Гофмана с правоэкстремистскими террористами нынешней ФРГ — NSU Беаты Цшепе, группировкой Андре Капке — не были установлены. Гофман периодически подвергается проверкам правоохранительных органов, некоторые его мероприятия запрещаются властями.
Постоянно выступает с лекциями ультраправой направленности. Заметный резонанс вызвало в 2010 выступление Гофмана в Лейпциге. На следующий год Гофман презентировал на своём сайте лейпцигский центр НДП. Пропаганда Гофмана сменила акценты по сравнению с периодом 1970—1980-х. Немалое место уделяется экологической проблематике, разоблачается «произвол германской юстиции», высказывается озабоченность о сохранении национальной идентичности в бюрократизированном Евросоюзе, в романтических тонах подаётся история Военно-спортивной группы.

Агрессия и убийство — не единственный компонент военной организации. Есть и многое другое. Например, товарищество, готовность вместе идти в огонь и воду.

Карл-Хайнц Гофман

Деятельность Гофмана и его группы в контексте современной ситуации описана в книге Олафа Зундермайера Rechter Terror in Deutschland: Eine Geschichte der Gewalt — «Правый террор в Германии: Рассказ о насилии».
В ходе политического кризиса на Украине Гофман занял пророссийскую позицию, обвинив немецкую прессу в разжигании антироссийской истерии, а власти — в лицемерии и откровенной трусости. Также он направил открытое письмо Президенту РФ Владимиру Путину, в котором выразил ему свою поддержку и признал законным крымский референдум, а также заверил Путина, что подавляющая часть населения Германии выступает против разрыва отношений с Россией.

## Интересные факты
- В среде неонацистов Карл-Хайнц Гофман имеет прозвище Chef (Шеф, Босс) и репутацию «второго Рема». Из всех структур нацистской Германии его группа в наибольшей степени напоминала именно СА.
- Однофамильцем неонациста Карла-Хайнца Гофмана являлся видный деятель коммунистического режима, министр обороны ГДР генерал Гофман. Имена также практически совпадали: при рождении будущего министра назвали Карл, в подполье он принял псевдоним Хайнц, который стал прибавляться к первому имени.
- Военно-спортивная группа Гофмана была хорошо известна в СССР 1970-х годах по телевизионным политическим обозрениям и выпускам новостей. На её примере усиленно демонстрировалась «серьёзность неонацистской угрозы» в ФРГ. В прессе давались подробные описания актов насилия, публиковались фотоиллюстрации.
- Коронной фразой Карла-Хайнца Гофмана, которая появляется в конце почти каждой его статьи на официальном сайте, является выражение: «Вообще я думаю, что Германия должна быть независимой и нейтральной» (нем. Im Übrigen meine ich, Deutschland sollte unabhängig und neutral sein).